# Literatura albańska

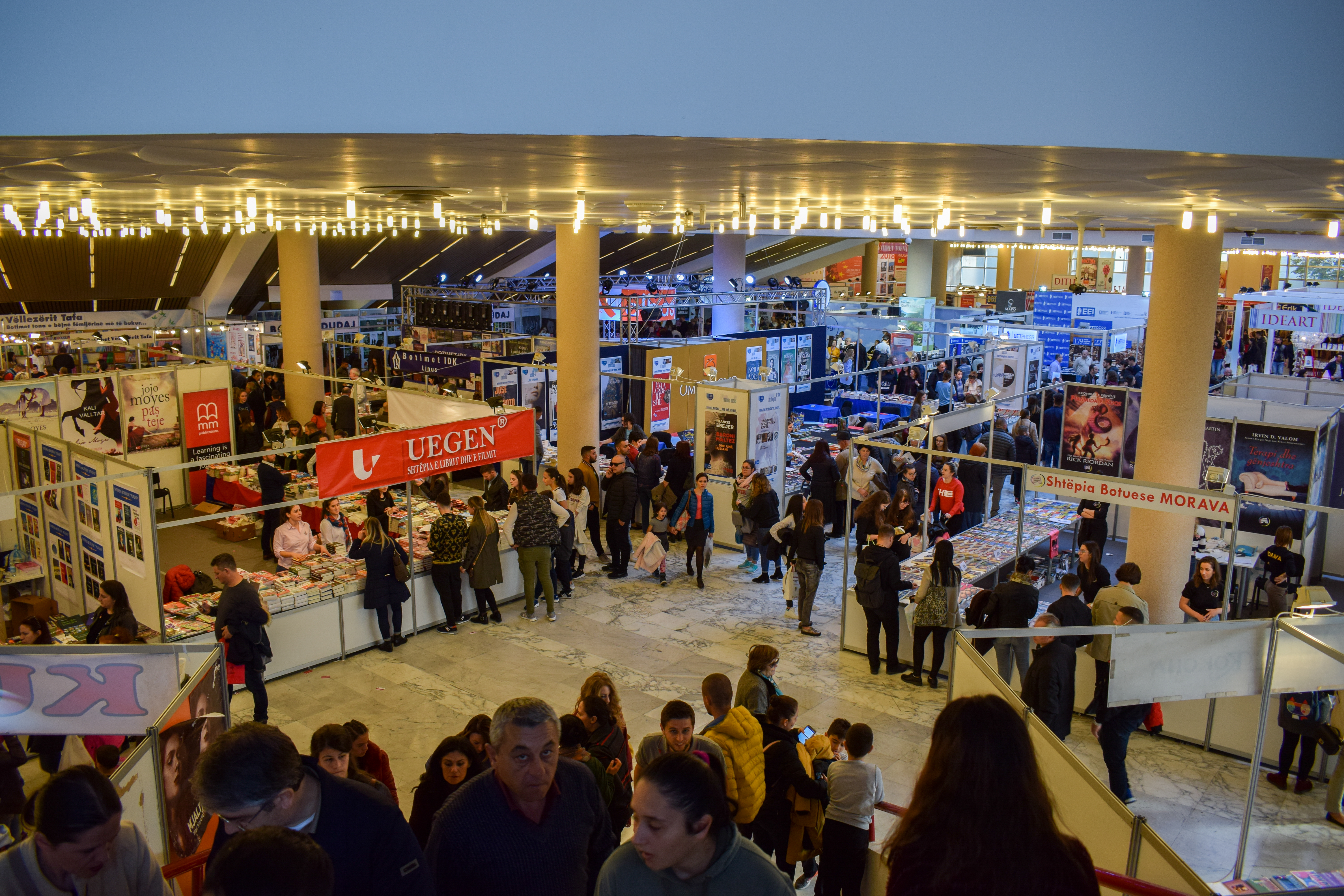
Targi książki w Tiranie, 2018

Literatura albańska (alb. Letërsia shqipe) – literatura tworzona przez autorów narodowości albańskiej lub posługujących się językiem albańskim. Obejmuje nie tylko obszar dzisiejszej Albanii, ale również literaturę Arboreszy i Albańczyków z Kosowa, Macedonii Północnej, Czarnogóry i Grecji. Pierwszy albański tekst powstał w 1210 roku, jednakże jego odnalezienie i istnienie jest podawane w wątpliwość. Pierwszy albański tekst, którego autentyczność nie jest przedmiotem sporów, został napisany w 1462 roku, natomiast pierwsza książka w języku albańskim pochodzi z 1555 roku. W 1685 roku wydano Cuneus prophetarum, pierwsze dzieło napisane oryginalnie po albańsku. W XVIII i XIX wieku powstawały utwory zapisywane alfabetem arabskim. Rozwój literatury albańskiej, którego szczyt przypada na lata 30. XX wieku, spowolniło objęcie władzy przez Envera Hoxhę.

## Historia
Historię literatury albańskiej można podzielić na pięć okresów: literatura staroalbańska (do 1836), literatura okresu odrodzenia narodowego (1836–1912), literatura niepodległej Albanii (1912–1939), literatura reżimu Envera Hoxhy (1944–1990) oraz literatura po upadku komunizmu (od 1991); czasem wyodrębnia się także okres walki narodowowyzwoleńczej (1939–1944).

### Literatura ludowa
Albańska literatura ludowa składa się z utworów (wierszowanych i prozatorskich) przekazywanych ustnie z pokolenia na pokolenie. Dzieli się je na epickie pieśni legendarno-heroiczne, epickie pieśni historyczne, ballady, pieśni obrzędowe oraz liryki o charakterze społecznym bądź erotycznym, przysłowia i zagadki oraz baśnie, anegdoty i bajki.
Pieśni legendarno-heroiczne powstawały w północnoalbańskich górach. Są to krótkie utwory epickie wychwalające starcia bałkańskich Słowian z albańskimi muzułmanami. Najbardziej rozpowszechnionym utworem tego typu był „Cykl o Mujim i Halilim”, a także, zaliczane do najpiękniejszych utworów albańskiej epickiej twórczości ludowej, utwory, których bohaterem był Gjergj Elez Ali, walczący z zamorskim potworem, tzw. bajlozem.
Pieśni historyczne powstawały w związku z wydarzeniami dziejowymi. Z XV wieku, czyli okresu walk Skanderbega, na terenie Albanii zachowały się jedynie szczątki pieśni. Znane są natomiast pieśni z wieków XVIII i XIX, wychwalające Kara Mahmuda Buszatlię i Alego z Tepeleny.
Ballady były tworzone na podstawie legend związanych z miejscowościami lub zdarzeniami, np. ballada „Rozafati” opiera się na legendzie o kobiecie zamurowanej w nowo budowanej twierdzy lub kościele.
Pieśni liryczne wyrażały uczucia nurtujące lud albański. Rozpowszechniły się szczególnie pieśni obrzędowe, np. zaręczynowe czy weselne, a także związane z uroczystościami pogrzebowymi, wykonywane do dziś. Pieśni o charakterze społecznym opisywały natomiast walkę i cierpienie.
Liryka miłosna była zróżnicowana – niektóre utwory były pełne humoru i radości, zaś inne były smutne i melancholijne, czasem nawet pełne rozpaczy.
Baśnie, bajki i anegdoty były najpospolitszym przejawem prozy ludowej. Pojawiały się w nich stworzenia fantastyczne, np. smoki, potwory czy uskrzydlone konie. Jedną z popularniejszych baśni była „Najpiękniejsza”, opowiadająca o zaklętej królewnie, ukazującej się pod postacią różnych zwierząt.
W drugiej połowie XIX wieku Jeronim De Rada zaczął gromadzić ludowe pieśni Arboreszów, które następnie opublikował w zbiorze pt. „Rapsody poematu albańskiego” (1866). Innym ważnym zbiorem folklorystycznym była „Pszczoła albańska” (alb. Bleta shqiptare) Thimiego Mitko wydana w Aleksandrii w 1878 roku. Pierwszym większym zbiorem pieśni północnoalbańskich były „Gegijskie pieśni ludowe” (alb. Kangë popullore gegnishte) wydane przez Wincentego Prennushi w 1911 roku w Sarajewie. W 1871 roku w Trieście niewielką część swoich zbiorów wydał też Zef Jubani. Po uzyskaniu przez Albanię niepodległości, zbieraniem i publikowaniem twórczości ludowej zajmowały się czasopisma „Gwiazda Zaranna” i „Szczyt”. Również w dawnej Jugosławii działali zbieracze albańskiego folkloru, m.in. Anton Çeta czy Gjergj Hasanaj.

### Literatura staroalbańska

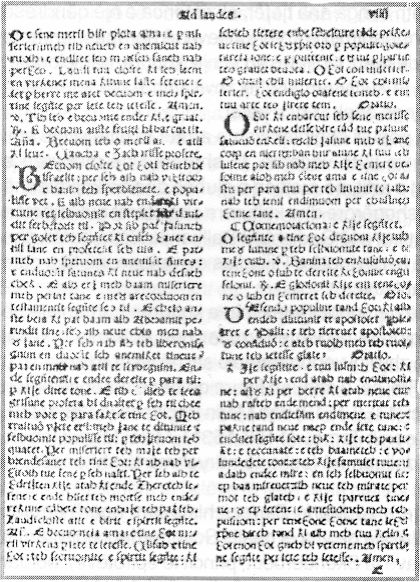
Strona mszału Buzuku

Pierwsze znane dzieło literatury albańskiej to manuskrypt Teodora ze Szkodry z 1210 roku, odnaleziony w 1998 w archiwach Watykanu (zdaniem niektórych badaczy, odkrycie było oszustwem, a archiwa watykańskie nie dysponują manuskryptem). Do momentu jego odkrycia, najstarszym znanym albańskim tekstem była formuła chrztu z roku 1462, autorstwa Paulusa Angelusa, arcybiskupa Durrës. Kolejne znane utwory są datowane na drugą połowę XV wieku. Niektórzy albańscy twórcy, jak np. Mesihi z Prisztiny czy Yahya bey Dukagjini, byli popularnymi autorami dywanów tureckich.

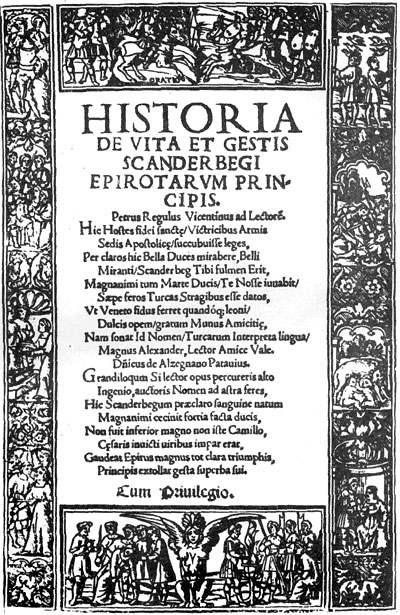
Okładka pracy Barletiego o Skanderbegu

W XVI wieku w Albanii pisano głównie po łacinie. Jednym z ważniejszych autorów był Marin Barleti, którego głównymi dziełami były Historia życia i czynów Skanderbega, księcia Epirotów oraz „O oblężeniu Szkodry przez Turków…”. W 1555 roku opublikowano pierwszą książkę w języku albańskim, a konkretnie w dialekcie północnogegijskim – mszał napisany przez księdza Gjona Buzuku. Innym ważnym dziełem literatury staroalbańskiej jest katechizm „E mbsuame e krështerë” autorstwa Lekë Matrëngi, prawosławnego księdza społeczności Arboreszy na Sycylii; był to pierwszy drukowany zabytek piśmiennictwa albańskiego we Włoszech. 30 maja 1635 wydano słownik łacińsko-albański napisany przez Franga Bardhiego, będący jednocześnie pierwszą pracą w języku albańskim, która nie zawierała treści religijnych. W słowniku, oprócz 5000 słów, znalazło się również wiele zwrotów i przysłów zaczerpniętych z żywego języka albańskiego. Kolejnym istotnym tekstem Bardhiego była apologia Skanderbega, zatytułowana „Jerzy Kastriota, Epirota, zwany Skanderbegiem…”, w której autor udowadniał albańskość Skanderbega, w co ówcześni pisarze powątpiewali.

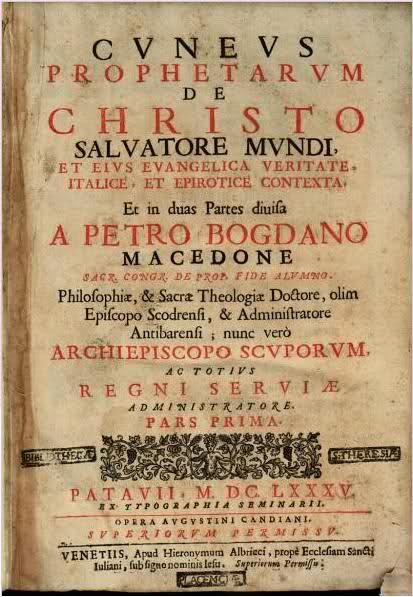
Strona tytułowa „Cuneus prophetarum”

18 października 1685 opublikowano „Çeta e profetëve” („Cuneus prophetarum”, pol. „Grono proroków”), pierwszą książkę napisaną oryginalnie w języku albańskim, której autorem był Pjetër Bogdani. Innym autorem tekstów religijnych był Pjetër Budi. Do jego ważniejszych przekładów należą Nauka chrześcijańska (religijny traktat Roberta Bellarmina), Liturgika obrządku rzymskiego i Zwierciadło spowiedzi, wszystkie wydane w Rzymie. Do przekładów dołączył dwa, skierowane do albańskiego kleru, listy-przedmowy własnego autorstwa oraz 23 wiersze religijne (po łacinie i albańsku), z których część również była jego autorstwa.
Kościół prawosławny w Imperium Osmańskim dążył do grecyzacji prawosławnych Albańczyków. Reakcją na te działania były starania o wprowadzenie języka albańskiego do liturgii cerkiewnej, co doprowadziło do prób przetłumaczenia Biblii na ten język. W pierwszej połowie XVII wieku tzw. Anonim z Elbasanu przełożył fragmenty Nowego Testamentu. Cały tekst Biblii przetłumaczył Theodor Haxhifilipi, jednak z owego przekładu zachowały się tylko fragmenty. W latach 1824–1827 Grigor Gjirokastriti i Vangjel Meksi przełożyli Nowy Testament na dialekt toskijski i wydali ów przekład na Korfu, co miało spory wpływ na dalszy rozwój literackiego języka albańskiego.
W XVII i XVIII wieku wraz z ożywieniem życia kulturalnego Arboreszy, rozwijała się również ich literatura (w latach 30. XVIII wieku w Kalabrii otwarto dwa kolegia albańskie kształcące duchownych, w których uczono greki, łaciny i języka albańskiego), natomiast życie kulturalne na terenie Albanii skupiało się głównie na północy kraju – w przypadku literatury gegijskie piśmiennictwo religijno-dydaktyczne autorstwa księży z lokalnych klasztorów. W tej grupie znajdowało się wielu poetów poruszających tematy religijne, m.in. Nikollë Brankati, Nikollë Filja czy Nikollë Keta. Ten ostatni był autorem pierwszego sonetu w języku albańskim. Innym ważnym poetą arboreskim był Jul Variboba, uważany przez wielu Albańczyków za pierwszego prawdziwego albańskiego poetę. Jego poezja opierała się na piśmiennictwie ludowym, a jego pieśni nabożne wciąż są śpiewane przez Arboreszów. W 1762 roku opublikował on długi poemat „Żywot Najświętszej Marii Panny” („Ghiella e Shën Mëriis Virghiër”). Była to jedyna książka autorstwa Arboreszy wydana w XVIII wieku. Po albańsku pisali także włoscy misjonarze, a Francesco Da Lecce wydał w 1702 roku pierwszy słownik włosko-albański oraz pierwszą gramatykę języka albańskiego (1716).
W XVIII wieku zaczęła rozwijać się poezja mieszczańska w języku albańskim, zapisywana alfabetem arabskim. Twórców tej poezji nazywano bejtedżinami. Byli oni popularni wśród muzułmańskiej warstwy feudalnej, duchowieństwa i zamożnego mieszczaństwa. Bejtedżinowie byli pod dużym wpływem literatury orientalnej i język ich utworów zawiera wiele orientalizmów, głównie tureckich, arabskich i perskich. Twórczość ta była często przekazywana ustnie lub w odpisach rękopiśmiennych; niektóre utwory stały się anonimowe i zostały częścią poezji ludowej. Poezja mieszczańska podzieliła się na dwa nurty: świecki i religijny. Po raz pierwszy w albańskiej poezji zaczęto opisywać miłość, przyjaźń, piękno przyrody i kobiet. Rozwinęła się również poezja muzułmańska, którą zajmowali się głównie bektaszyci w XIX wieku; były to głównie hymny na cześć proroka i ody. Głównym przedstawicielem nurtu religijnego był Dalip Frashëri, autor wierszowanej historii islamu, zatytułowanej „Hadikaja” (1842). Literatura bejtedżinów pozostaje najsłabiej poznanym etapem historii literatury albańskiej, ponieważ większość dzieł nie zachowała się do dzisiejszych czasów, a także ze względu na brak specjalistów, mogących odczytać ich teksty, gdyby zostały one odnalezione.
Autorem pierwszego znanego tekstu (ok. 1725 roku) w języku albańskim zapisywanym alfabetem arabskim jest Muçi Zade. Ponadto stosowali go także Nezim Ibrahim Frakulla, Sulejman Naibi, Hasan Zyko Kamberi czy Muhamet Kyçyku, który napisał pierwsze w albańskiej literaturze poematy poetyckie: „Erveheja” i „Józef i Zulejka” (alb. „Jusufi e Zelihaja”). Innym ważnym przedstawicielem tej grupy był Zenel Bastari, który jako pierwszy w literaturze bejtedżinów przedstawił ideologiczną ekspresję świadomości społecznej.

### Literatura odrodzenia narodowego

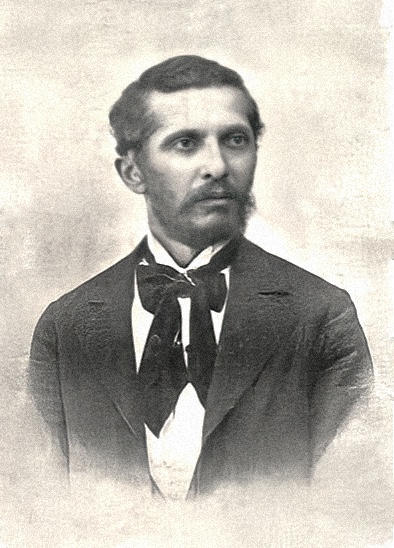
Naim Frashëri

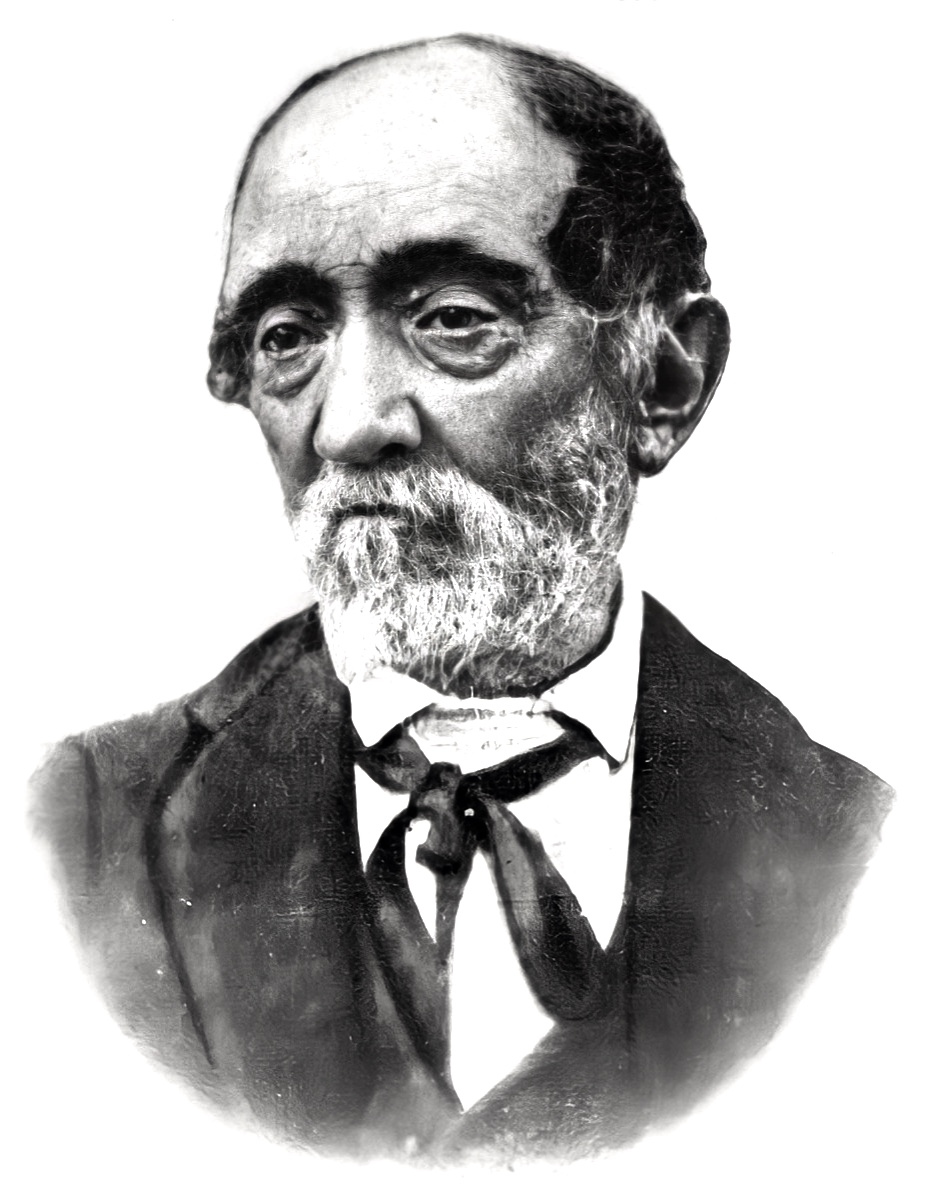
Jeronim De Rada

Odrodzenie narodowe to okres dążenia Albańczyków do wyzwolenia spod panowania osmańskiego oraz odradzania się piśmiennictwa w języku albańskim, wcześniej zdominowanego przez wpływy osmańskie. Jego początek jest datowany na 1836 rok, kiedy Naum Bredhi (znany pod pseudonimem Naum Veqilharxhi) wystosował do prawosławnych Albańczyków list otwarty w języku greckim, w którym nakreślił zadania albańskiego ruchu narodowego w dziedzinie oświaty i kultury. Niedługo później Bredhi stworzył alfabet dla języka albańskiego i w 1844 opracował elementarz. W okresie odrodzenia rozwinęła się publicystyka, proza polityczna, poezja liryczna i epicka oraz powstała proza powieściowa i nowelistyczna, a także powstawały liczne stowarzyszenia i organizacje kulturalne, gazety i czasopisma w języku albańskim (najważniejsze z nich to „Albania” wydawana w latach 1897–1909 w Brukseli, a następnie w Londynie, „Światło”, tygodnik „Naród”, dwumiesięcznik satyryczny „Błyskawica” oraz tygodnik „Czas”); kultywowano język również przez otwieranie szkół z językiem albańskim (pierwsza w Korczy w 1887). Z inicjatywy wielu działaczy patriotycznych, na czele których stał Sami Frashëri, w 1879 roku w Stambule założono Towarzystwo do Publikacji Książek Albańskich, zwane Towarzystwem Stambulskim. Jeszcze w tym samym roku wydało ono w 20 tys. egzemplarzy „Elementarz języka albańskiego”, wprowadzając przy okazji ujednolicony alfabet dla tego języka. Ze względu na trudności ze strony władz tureckich, towarzystwo utworzyło wiele filii poza granicami Turcji: Światło (później Wiedza) w Bukareszcie (1881), Pragnienie w Sofii (1896), Braterstwo w Egipcie, Ognisko w Bostonie. Na przełomie XVIII i XIX wieku zaczęto również otwierać filie towarzystwa w Albanii: Zjednoczenie (1899) i Świt (1901) w Szkodrze, Braterstwo w Elbasanie i Postęp w Korczy. Deklaracją programową ruchu odrodzeniowego stała się broszura Frashëriego pt. „Albania, czym była, czym jest i czym będzie”.
W okresie odrodzenia dominowała literatura patriotyczna oparta na wątkach historycznych. Powstał również pierwszy w historii dramat w języku albańskim, „Emira” autorstwa Antona Santoriego, którego 3 akty opublikował w latach 1883–1884 w swoim miesięczniku „Sztandar Arboreszów” Jeronim De Rada. Pierwsze próby konstrukcji dramatycznej podejmował Andon Zako Çajupi, uznawany za jednego z twórców dramatu w Albanii i jego komedia obyczajowa „Czternastoletni narzeczony” (1902). Stworzył również tragedię „Bohater kraju” (1908) i komedię polityczną pisaną prozą pt. „Po śmierci” (1910), a także zbiór liryków i satyr „Ojciec Tomorri”. W Szkodrze działali Pjetër Zarishi i Leonardo de Martino, którzy również pisali wiersze o tematyce religijnej i narodowej, a także zajmowali się tłumaczeniem z włoskiego na albański. De Martino odniósł się do sytuacji politycznej w swoim alegorycznym wierszu „Ptak w klatce skąpca”, w którym Albania była tytułowym ptakiem, a Turcja – skąpcem. Głównym twórcą powieści był natomiast Ndoc Nikaj, uznawany za ojca powieści albańskiej.
Duży wkład w rozwój literatury i idei narodowowyzwoleńczej mieli Naim Frashëri, bektaszyta, autor poematu „Trzody i rolnictwo” (1882) oraz, w końcowym okresie twórczości, dwóch utworów epickich: „Qerbelaja” (1898) dotyczący walk politycznych i religijnych wśród muzułmanów oraz „Historia Skanderbega” (1898), który stał się najbardziej poczytnym utworem wśród ówczesnych Albańczyków i Jeronim De Rada, najwybitniejszy poeta Arboreszów w tym okresie, którego głównym dziełem jest „Pieśni Milosao” (1836), romantyczna ballada z elementami patriotycznymi, od której datuje się odrodzenie literatury Arboreszów. Był też założycielem pierwszego albańskiego czasopisma, miesięcznika polityczno-literackiego „Sztandar Arboreszów”, wydawanego w latach 1883–1887 oraz autorem poematów „Pieśni Serafiny Topii” i „Zwierciadło życia ludzkiego” (nowa wersja poprzedniego) oraz złożonego z pięciu ksiąg poematu „Nieszczęsny Skanderbeg”. De Rada jest uważany za twórcę nowoczesnej albańskiej literatury pięknej. Wydawał również w Neapolu gazetę „Gli Albanesi d’Italia”.

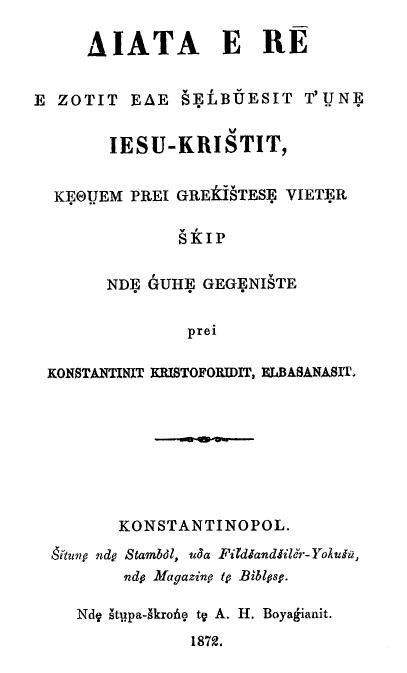
Nowy Testament w dialekcie gegijskim w tłumaczeniu Konstandina Kristoforidhiego

Początkiem nowelistyki albańskiej jest opowiadanie Kostandina Kristoforidhiego pt. „Góralskie polowanie”. Był on również autorem „Słownika albańsko-nowogreckiego”. Przetłumaczył także Nowy Testament na dialekt gegijski (1869) i toskijski (1879), których język stał się podstawą prozy okresu odrodzenia oraz wywarł ogromny wpływ na jej rozwój. Napisał również w języku nowogreckim gramatykę dialektu toskijskiego. Ponadto oczyścił język albański z barbaryzmów. Innym pionierem albańskiej nowelistyki był także Mihal Grameno. Do jego najważniejszych dzieł należą „Dobry ród”, „Pocałunek” i „Chrzcielny grób”. Był on także redaktorem czasopism „Liga Prawosławna” i „Czas”. Próbował również tworzyć dramaty – jest autorem tragedii „Śmierć Pyrrusa” oraz komedii „Klątwa na język albański”, jednakże akcja dramatyczna jest w nich słabo rozwinięta. Kolejnym ważnym twórcą tego okresu był Pashko Vasa, autor poematu „O Albanio, biedna Albanio”, wzywającego do przebudzenia świadomości narodowej.
Innymi znaczącymi twórcami tamtego okresu byli m.in. Zef Sqiro, Gavril Dara, Filip Shiroka, Ndre Mjeda, Hil Mosi i Zef Serembe, który jest autorem wierszy „Za wolność Wenecji” i „Do pani Heleny”, a także zbioru wierszy, zatytułowanego po prostu „Wiersze” (wydane w 1926 roku przez jego wnuka), który zawierał treści patriotyczne, religijne i refleksyjne. Wśród poetów tego okresu można też wyróżnić Aleksandra Drenovę (tworzącego pod pseudonimem Asdreni), którego zbiory poezji, w szczególności Psalmy mnicha (1930) charakteryzowały się szerokim zakresem motywów oraz różnorodnością metryczną.

### Literatura niepodległej Albanii

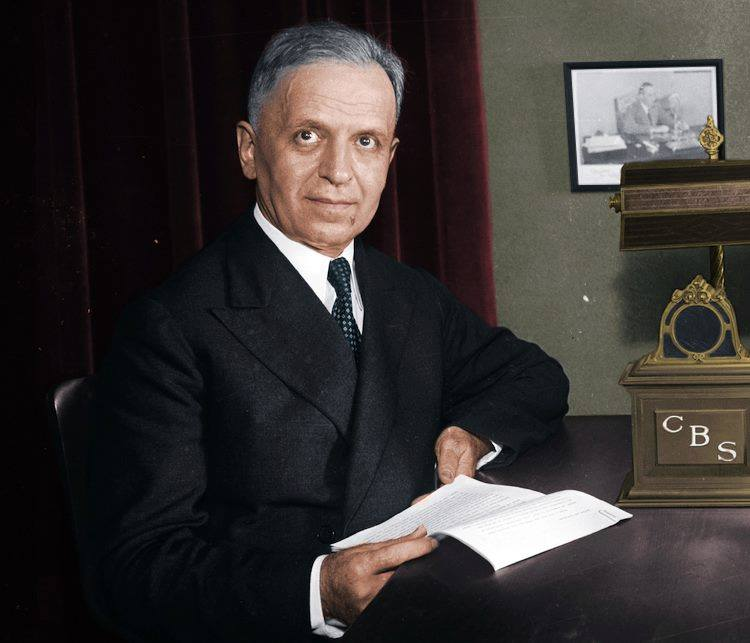
Faik Konica

W 1908 roku na kongresie albańskich działaczy narodowych w Monastirze uchwalono, że teksty w języku albańskim będą zapisywane w alfabecie łacińskim. Cztery lata później Albańczycy ogłosili we Wlorze Deklarację Niepodległości. Początkowo nie miało to wpływu na literaturę, gdyż w kraju nadal panował chaos; zmieniło się to dopiero po objęciu władzy przez Ahmeda Zogu. Lata 30. są uważane za apogeum i okres największego rozkwitu literatury albańskiej. Osiągnęła ona wówczas poziom wyższy niż twórczość odrodzenia narodowego pod koniec XIX wieku; nie była już zwyczajnym aktem patriotyzmu i obroną przed imperializmem kulturowym obcych mocarstw. Okres ten dawał nieograniczone możliwości rozwoju literackiego i kulturalnego. Wpływ na utworzenie się w Albanii elity intelektualnej miało katolickie szkolnictwo, założone przez jezuitów i franciszkanów w Szkodrze w drugiej połowie XIX wieku. Twórczość tej elity wyrażała się głównie w poezji, której najważniejszymi przedstawicielami byli Çajupi, Mjeda i Drenova, którzy byli swego rodzaju łącznikiem między okresem odrodzenia a początkami literatury po odzyskaniu niepodległości. W owym okresie pojawiły się również tłumaczenia literatury światowej na język albański, w tym także wydany w 1933 roku w Szkodrze przekład powieści „Quo vadis” Henryka Sienkiewicza, a w Szkodrze zaczęto wydawać pierwsze gazety. Na przełomie lat 20. i 30. zaczęła też powstawać krytyka literacka, której początek jest związany z Faikiem Konicą i czasopismem „Albania”, wydawanym po francusku i albańsku. Było to najważniejsze albańskie czasopismo tego okresu. Na jego łamach publikowano artykuły o różnej tematyce, publikowali tam również przeciwnicy Konicy. W gronie najwybitniejszych twórców okresu międzywojennego warto wymienić Konicę, Gjergja Fishtę i Fana Nolego, który w 1924 roku został premierem kraju. Wśród prozaików wyróżnić można natomiast Ernesta Koliqiego i Mitrusha Kuteliego, a także dziennikarza i autora opowiadań Milto Sotira Gurrę oraz Jakova Xoxę, który w swojej Martwej rzece (1967) czerpie z Cichego Donu Michaiła Szołochowa. Ponadto wspomnieć można o prozaikach i dramaturgach Foqionie Postolim i Hakim Stërmillim. Najpopularniejszymi dramaturgami tego okresu byli Kristo Floqi i Et'hem Haxhiademi.

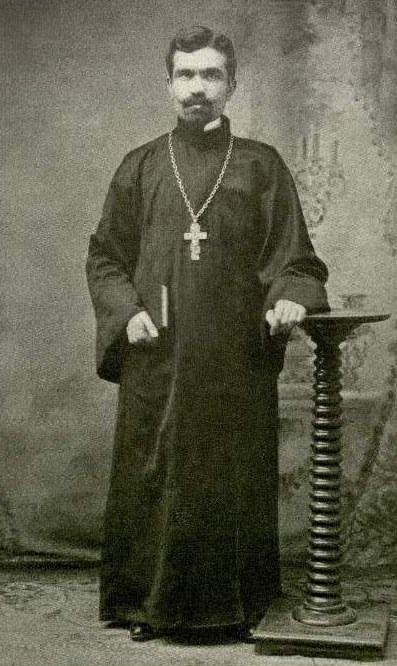
Fan Noli

Noli pisał głównie wiersze polityczne, np. „Chrystus z biczem”, „Marsz Barabasza”, „Marsz ukrzyżowania” i „Pieśń sułtana Salepa”, które były ironicznym i gniewnym protestem przeciwko ruchowi opozycyjnemu Ahmeda Zogu; był także autorem „Dziejów Skanderbega” (1921). Tłumaczył również powieści Szekspira (m.in. „Hamlet”, „Makbet” i „Otello”), Cervantesa („Don Kichot”), Chajjama („Rubajjaty”), Ibsena i Poego.
Fishta był nazywany „albańskim Homerem” oraz „wieszczem narodowym” i jest uznawany za najważniejszą postać literatury albańskiej pierwszej połowy XX wieku. Miał największy wpływ na nadanie wyrazu artystycznego narodowi albańskiemu. Był także założycielem i redaktorem miesięcznika „Gwiazda Polarna”, który ukazywał się w latach 1914–1944 i odegrał ważną rolę w życiu kulturalnym kraju po odzyskaniu niepodległości; wydawał również gazetę „Poczta Albanii” (1901–1940) oraz czasopismo „Leka” (1929–1944). Jest autorem jednego z najbardziej oryginalnych utworów w historii lokalnej literatury – „Górskich gęśli” (Lahuta e Malcís, 1937). Jest to epicki poemat historyczny, opowiadający o walce Albańczyków o niepodległość i wolność, uznawany za narodowy epos Albańczyków. Bywa on porównywany do „Górskiego wieńca”, który mógł być dla Fishty inspiracją. Do jego ważniejszych utworów zalicza się też cykl ballad epickich „Lutnia gór”, zbiór satyr „Osy Parnasu” oraz zbiór tekstów lirycznych „Sjesta muz”. Przetłumaczył także „Ifigenię w Aulidzie” oraz „Chorego z urojenia”. Po II wojnie światowej popadł w niełaskę i wszelkie wzmianki na jego temat były za czasów Hoxhy zakazane.
Innym poetą tamtego okresu był przedstawiciel symbolizmu, Lasgush Poradeci, który również był tłumaczem (przekładał m.in. twórczość Puszkina i Majakowskiego). Jest on często nazywany najwybitniejszym albańskim poetą XX wieku, a w swoich dziełach często opisywał Jezioro Ochrydzkie. Wraz z Migjenim pochodził spoza środowiska literackiego i zrywał z tradycjami głównych prądów literackich, tworząc poezję uwspółcześnioną i zbliżoną do zachodnioeuropejskiej.
Koliqi zdobywał wykształcenie we Włoszech, jednak po odzyskaniu niepodległości przez Albanię wrócił do rodzinnej Szkodry. W 1923 roku wraz z Antonem Harapim i Nushem Topallim, założył tygodnik opozycyjny „Górska czarodziejka” (Ora e maleve). Pod koniec 1924 roku, po przewrocie, w wyniku którego władzę w kraju objął Zogu, uciekł do Jugosławii, gdzie spędził pięć lat. W latach 1930–1933 był nauczycielem w Albanii, po czym wyemigrował do Włoch, gdzie studiował na uniwersytecie w Padwie. Po zajęciu Albanii przez Włochy w 1939 roku, został ministrem edukacji w albańskim protektoracie. Rok później założył miesięcznik literacko-artystyczny „Shkëndija”, który był wydawany do 1943 roku. Po objęciu władzy przez komunistów, ponownie uciekł do Włoch, gdzie w latach 1957–1973 wydawał czasopismo literackie „Shëjzat/Le Plèiadi”.

### Literatura reżimu Envera Hoxhy

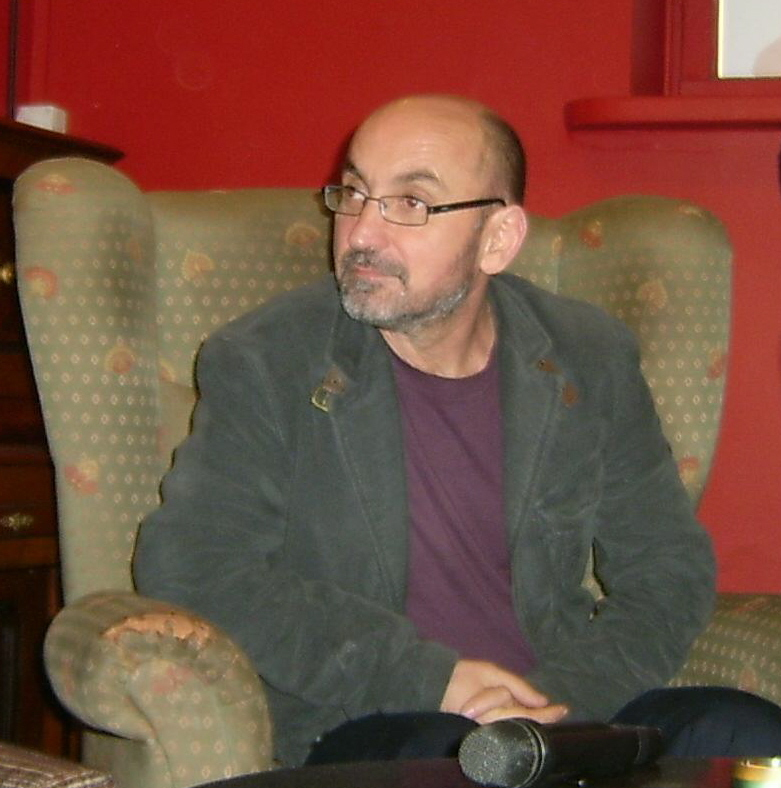
Fatos Lubonja

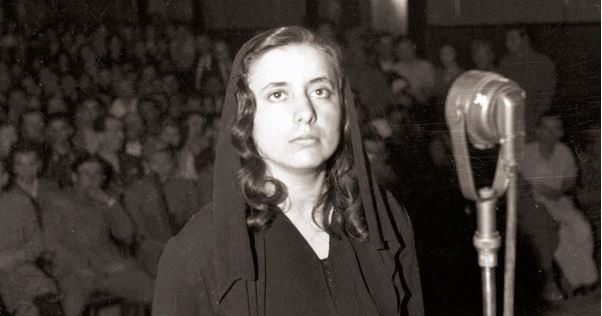
Musine Kokalari podczas procesu w 1946 roku

Po objęciu władzy przez Envera Hoxhę, wielu pisarzy opuściło Albanię, m.in. Ernest Koliqi, Mehdi Frashëri czy Midhat Frashëri wyjechali do Włoch, Branko Merxhani – do Turcji, a Tajar Zavalani – do Wielkiej Brytanii. Inni twórcy, jak np. Ndre Zadeja, Lazër Shantoja, Anton Harapi, Gjon Shllaku czy Terenc Toçi, zostali straceni, podobnie jak Baba Ali Tomori czy Manush Peshkëpia, a Wincenty Prennushi i Ndoc Nikaj zmarli po torturach. Również Bernardin Palaj oraz Gjergj Bubani zmarli w więzieniu. Literatura w kraju została podporządkowana stylistyce socrealizmu, dlatego też rozwijała się w izolacji od literatury światowej. Tematyka narodowo-patriotyczna była głównym nurtem literatury tamtego okresu. Twórcom stojącym w opozycji do reżimu zakazywano pisania, skazując na długoletnie kary więzienia, np. Fatos Lubonja spędził w więzieniu 17 lat (1974–1991), a Lazër Radi aż 46 lat. Również Musine Kokalari, która była pierwszą albańską pisarką i zaangażowała się w działalność polityczną (współtworzyła Albańską Partię Socjaldemokratyczną), a jej bracia zostali rozstrzelani, została uznana za „sabotażystkę oraz wroga ludu” i skazana na 20 lat więzienia. Ostatecznie spędziła 18 lat w osławionym więzieniu w Burrel, a następnie przydzielono ją do zamiatania ulic w Rrëshen. Także dramaturg Minush Jero został w 1973 roku aresztowany (wraz z reżyserem Mihallaqem Luarasim) i spędził w więzieniu 5 lat. Inny dramaturg, Kristo Floqi, zmarł w 1951 roku po kilkuletnim pobycie w więzieniu.
W 1945 roku powołano Ligę Pisarzy Albanii, która wydawała czasopisma Nendori (Listopad) i Drita (Światło), jedyne czasopisma literackie ukazujące się w tym okresie. Głównymi autorami byli poeci Dhimitër Shuteriqi, Shefqet Musaraj i Llazar Siliqi oraz prozaicy: wspomniany wcześniej Shuteriqi, Fatmir Gjata i Zihni Sako. W latach 50. wraz z postępującą integracją Albanii z blokiem komunistycznym, wprowadzano radzieckie wzorce literackie. Mimo niesprzyjających warunków, literaturze albańskiej udało się w niewielkim stopniu odrodzić w latach 60. i kontynuowała powolny rozwój, będąc na tyle silną, by przetrwać ten okres. W 1961 roku, po zerwaniu przez państwo stosunków z ZSRR, twórcy wykorzystali okazję, by odejść od socrealizmu. Ukazało się wówczas kilka utworów, wyznaczających nowe tendencje, zwłaszcza w poezji. Można tu wymienić m.in. zbiory wierszy, takie jak Shekulli im Ismaila Kadare, Hapat e mija në asfalt Dritëro Agolliego i Shtigje poetike Fatosa Arapiego. Te próby wprowadzenia nowych nurtów doprowadziły do kontrowersji, zarówno literackich, jak i politycznych, które ujawniły się na zjeździe Związku Pisarzy i Artystów Albanii w lipcu 1961 roku. Dyskusja, która miała wówczas miejsce, została poruszona podczas kongresu partii komunistycznej. Owe kontrowersje zachęciły twórców starszego pokolenia (Andrea Varfi, Luan Qafëzezi, Mark Gurakuqi) do opowiedzenia się za utrzymaniem utrwalonych standardów i tradycji. W opozycji stało młode pokolenie (Kadare, Agolii, Arapi), które proponowało odmłodzenie literatury i wprowadzenie zmian, takich jak np. wolny wiersz. Hoxha, który zdawał sobie sprawę, że stracił kontrolę nad sytuacją, przyznał rację pisarzom młodego pokolenia i zezwolił na odnowienie literatury. Nie doszło do żadnych radykalnych zmian, jednak rozpoczął się kilkuletni okres spokoju.
Jednym z ważniejszych twórców socrealistycznych był Dritëro Agolli (1931–2017), długoletni przewodniczący Związku Pisarzy i Artystów Albanii (1973–1992). Zadebiutował w 1958 roku; pisał zarówno opowiadania i powieści, jak i utwory poetyckie oraz dramaty. W latach 70. był krytykowany za ironię, którą uważano za krytykę systemu Hoxhy. Innymi ważnymi twórcami tamtego okresu byli Kolë Jakova, Sterjo Spasse i Fatos Arapi.

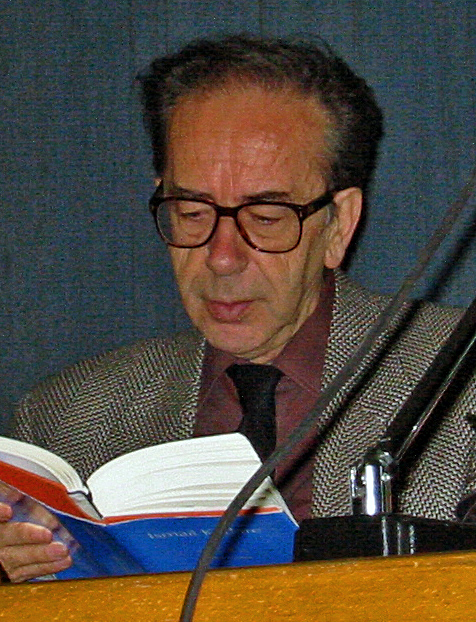
Ismail Kadare

W międzyczasie literatura albańska rozwijała się na terytorium Kosowa, gdzie w 1941 roku otwarto pierwsze szkoły z albańskim językiem nauczania; mimo to do lat 60. publikowanie w tym języku było tam praktycznie zakazane. Do rozwoju literatury albańskiej na tym terytorium przyczyniła się normalizacja stosunków między Albanią i Jugosławią oraz otwarcie uniwersytetu w Prisztinie w 1969 roku. Do ważniejszych pisarzy albańskich w Kosowie zalicza się m.in. Esada Mekuliego (uważanego za ojca współczesnej poezji albańskiej w Jugosławii), Envera Gjerqeku, Eqrema Bashę, Florę Brovinę, Qerima Ujkaniego, Marka Krasniqiego, Alego Podrimję, Hivziego Sulejmaniego, Adema Demaçi (spędził 28 lat w serbskich więzieniach, wyszedł na wolność w 1990 roku) i Dina Mehmetiego. W 1953 roku w Prisztinie wydano pierwszy po II wojnie światowej tom poezji albańskiej, „Një fyell ndër male” Martina Camaja. Rok później ukazał się kolejny tom jego autorstwa, „Kanga e vërrinit”. Na terenie Kosowa działali również dramaturdzy, m.in. Anton Pashku, który zainaugurował nurt teatru absurdu swoimi dramatami „Sinkopa” (1969) i „Gof” (1976). Był on także redaktorem czasopism literackich „Jeta e Re” (Nowe życie, powstało w 1949 roku) oraz „Rilindja”. Wśród ważniejszych dramaturgów w Kosowie można też wymienić Rexhepa Qosję, Azema Shkreliego, Sabriego Hamitiego i Ediego Shukriu. Wśród pisarzy albańskich na terenie Jugosławii można także wyróżnić dramaturga Josipa Relę, poetę Muhameda Kërveshiego oraz powieściopisarzy Tajara Hatibiego i Ramiza Kelmendiego, których dzieła znalazły się w opublikowanym w 1956 roku zbiorze Shkëndijat e para.
W Macedonii w owym okresie wydawano czasopismo Flaka e Vëllazërimit, na łamach którego publikowano różne teksty literackie. Najbardziej znanymi autorami tworzącymi na terenie Macedonii byli Luan Starova, Adem Gajtani, Murteza Peza, Fejzi Bojko i Murat Isaku.

### Literatura po upadku komunizmu
Po upadku komunizmu ponownie zaczęto tłumaczyć literaturę światową i europejską. Powstały nowe czasopisma literackie (w tym krytyczne), a swoje utwory zaczęli tworzyć pisarze eliminowani przez komunistyczne władze oraz byli więźniowie polityczni (m.in. Lubonja, który często w swoich tekstach poruszał motyw komunistycznych obozów pracy, a także Kasëm Trebeshina, uznawany za głównego rywala Kadarego). Najbardziej znanym poza granicami Albanii współczesnym pisarzem jest Ismail Kadare (zdobywca pierwszej w historii Man Booker International Prize w 2005 roku oraz tłumacz wierszy Adama Mickiewicza na język albański), który w swojej twórczości wykorzystuje elementy mitologii greckiej oraz albańskich legend. Głównym tematem jego prac jest totalitaryzm i jego mechanizmy. Do ważniejszych twórców współczesnych należą również m.in. Ylljet Aliçka, Fatos Kongoli, laureatka nagrody Kristal Vilenice – Luljeta Lleshanaku, Ben Blushi – laureat Nagrody Literackiej Unii Europejskiej z 2014 roku, Ridvan Dibra, Ornela Vorpsi, Romeo Çollaku, Arian Leka, Agron Tufa, Parid Teferiçi, Bashkim Shehu i Rudi Erebara – laureat Nagrody Literackiej Unii Europejskiej z 2017 roku, Kim Mehmeti i Eqrem Basha.

## Literatura dodatkowa
- Robert Elsie: History of Albanian literature. New York: Columbia University Press, 1995. ISBN 0-88033-276-X. (ang.). Brak numerów stron w książce
- Mehmet Kraja: Historia e letërsisë shqipe. Prishtinë: Akademia e Shkencave dhe e Arteve e Kosovës, 2010. ISBN 978-9951-413-90-9. (alb.). Brak numerów stron w książce
- Anthony J. Klančar. Modern Albanian Literature. „Books Abroad”. 16, No. 1, s. 20–23, 1942. DOI: 10.2307/40082372. (ang.).